# نبردناو کلاس کنتیکت
نبردناو کلاس کنتیکت (به انگلیسی: Connecticut-class battleship) یک کلاس از کشتی است که طول آن ۴۵۶ فوت ۴ اینچ (۱۳۹٫۰۹ متر) می‌باشد.